# Nannotrigona perilampoides
Nannotrigona perilampoides är en biart som först beskrevs av Cresson 1878.  Nannotrigona perilampoides ingår i släktet Nannotrigona och familjen långtungebin. Inga underarter finns listade i Catalogue of Life.